# Ruční práce (textil)

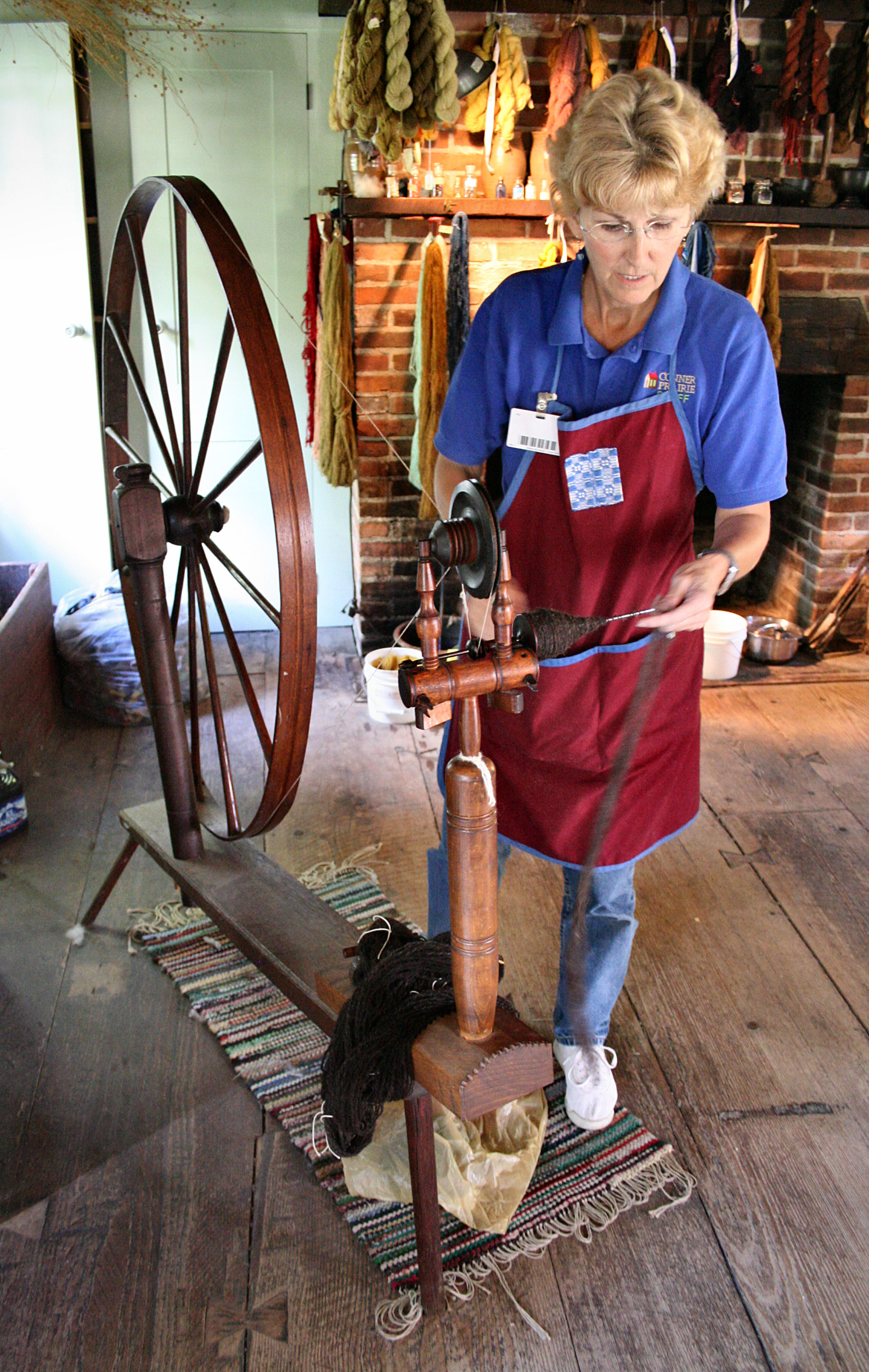
Předení na kolovrátku

Ruční práce s textilním materiálem jsou techniky zpracování vláken, přízí nebo plošných textilií s použitím jednoduchých nástrojů a pomůcek.
Všeobecně se za ruční práce považují techniky a činnosti, které se provozují jen jako hobby a které se zčásti vyučují na základních školách.

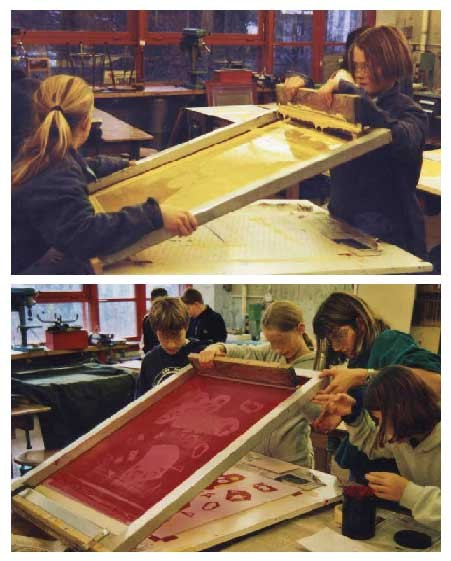
Filmový tisk ve školním vyučování

## Nejpoužívanější techniky

### Práce s vlákny
předení, plstění

### Práce s přízí
pletení, tkaní, splétání, háčkování, paličkování, vyšívání, štepování, vázání koberců, makramé (drhání)

### Práce s plošnými textiliemi
- šití[8]
- stehování (quilt)
- patchwork[9]
- modrotisk
- batikování[10]

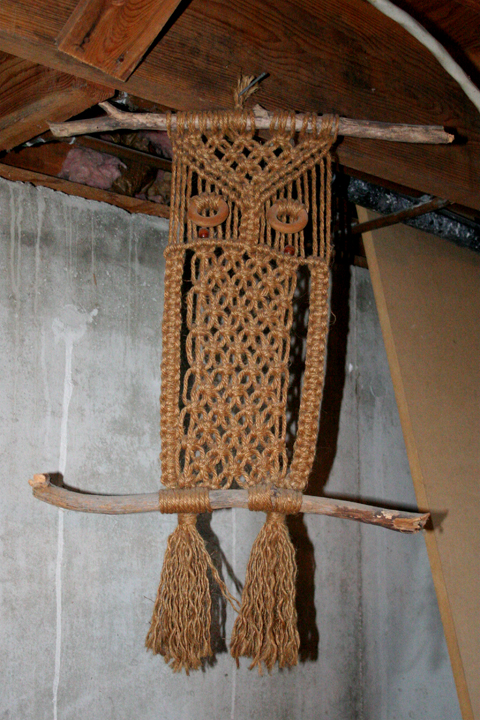
Makramé

Některé rukodělné činnosti, jako vázání koberců, stehování, modrotisk, filmový tisk aj. se stále ještě provozují jako řemeslo.
Velká část textilií, které se před 100 lety zhotovovaly manuálními technikami, dnes pochází z průmyslově organizované strojní výroby. Patří k nim zejména šití, vyšívání, paličkování, háčkování, stejně jako už dávno před tím předení, tkaní a pletení.